# Calabanga
Calabanga (Bayan ng Calabanga) är en kommun i Filippinerna. Kommunen ligger på ön Luzon, och tillhör provinsen Camarines Sur. Folkmängden uppgår till 83 033 invånare.

## Barangayer
Calabanga är indelat i 48 barangayer.
| - Balatasan - Balombon - Balongay - Belen - Bigaas - Binanuaanan Grande - Binanuaanan Pequeño - Binaliw - Bonot-Santa Rosa - Burabod - Cabanbanan - Cagsao - Camuning - Comaguingking - Del Carmen (Pob.) - Dominorog | - Fabrica - Harobay - La Purisima - Lugsad - Manguiring - Pagatpat (San Jose) - Paolbo - Pinada - Punta Tarawal - Quinale - Sabang - Salvacion-Baybay - San Antonio Poblacion - San Antonio (Quipayo) - San Bernardino - San Francisco (Pob.) | - San Isidro - San Lucas - San Miguel (Pob.) - San Pablo (Pob.) - San Roque - San Vicente (Pob.) - Santa Cruz Ratay - Santa Cruz Poblacion - Santa Isabel (Pob.) - Santa Salud (Pob.) - Santo Domingo - Santo Niño (Quipayo) - Siba-o - Sibobo - Sogod - Tomagodtod |